# Fender Jaguar Bass
Il Fender Jaguar Bass è un basso elettrico prodotto dalla Fender Musical Instruments Corporation, presentato per la prima volta al NAMM 2006.

## Caratteristiche
Esteticamente, il corpo del Jaguar Bass riprende essenzialmente le linee della chitarra Fender Jaguar, prodotta dal 1962 al 1975 e poi reintrodotta sul mercato nel 1999 a causa della rinnovata popolarità di questo modello e della Jazzmaster tra i musicisti indie rock e grunge.
Il manico è di tipo Jazz Bass ed è caratterizzato dalla tastiera con "block" in madreperla invece dei classici segnatasti "dot". 
A differenza del Precision Bass e del Jazz Bass, è stato nativamente progettato come basso “attivo”, ovvero dotato di preamplificatore interno con la regolazione dell'equalizzazione del suono prodotto. 
Generalmente, nella sua configurazione classica, è dotato sul pannello di controllo superiore dei controlli per la regolazione dei bassi e degli alti e di interruttore per la selezione della modalità attiva/passiva; sul pannello di controllo inferiore sono ospitati un interruttore on/off per ogni pick-up ed interruttore per lo switching tra cablaggio serie/parallelo tra i due pick-up.
Il Jaguar Bass è commercializzato sia con varie tipologie di elettronica e piastra controlli sia con differenti configurazioni dei pick-up, dalla classica Jazz Bass+Jazz Bass alla moderna Precision Bass+Jazz Bass (P+J), o Humbucker singolo o doppio (H o H-H).
Inizialmente fabbricato solo in Giappone e Cina, dal 2014 esiste anche una linea di produzione USA oltre che una in Messico.

## Modelli
Il Jaguar Bass viene prodotto sia con il marchio Fender che in versioni economiche con il marchio Squier.
- American Standard Jaguar Bass (dal 2014)
- Modern Player Jaguar Bass
- Pawn Shop Reverse Jaguar Bass
- Standard Jaguar Bass
- Player Jaguar Bass
- Troy Sanders Jaguar Bass (Artist Series)
- Jaguar Bass Mark Hoppus Limited Edition
- Jaguar Bass Mike Kerr Limited Edition

- Squier Vintage Modified Jaguar Bass
- Squier Vintage Modified Jaguar Bass V Special (5 corde)
- Squier Vintage Modified Jaguar Bass Special HB (con Humbucker)
- Squier Vintage Modified Jaguar Bass Special SS (Short Scale)
- Squier Troy Sanders Jaguar Bass (Artist Series)

## Musicisti che utilizzano il Jaguar Bass
Tra i bassisti che utilizzano o hanno utilizzato il Jaguar Bass si ricordano: Max Gazzè, Sienna DeGovia, Dave Bronze, Matt Freeman, Eva Gardner, Pino Palladino, Nick Eldred, Colin Greenwood, Brad Heald, Georg Hólm, Sally Hope, Mark Hoppus, Troy Sanders, Hutch Hutchinson, Chris Edwards, Dylan Johnson, Justin Meldal-Johnsen, Ryan Roberts, Tyson Ritter, Simon Rix, Chris Ross, Jon Pau, Corey Hykawy, Rob Idle, Matthew Taylor, Sergio Vega, Mikey Way, Simon Young, Johan Terrail, Tyler Joseph.